# Oussama Mansouri
Pour les articles homonymes, voir Mansouri.
Oussama Mansouri, né le 7 juin 1997, est un coureur cycliste algérien.

## Palmarès et résultats

### Palmarès par année
- 2014
  - 3e du championnat d'Algérie sur route juniors
- 2015
  - 2e du championnat d'Algérie sur route juniors
- 2018
  - Tour de Mostaganem :
    - Classement général
    - 3e étape

  - 2e du championnat d'Algérie du contre-la-montre espoirs
  - 3e du championnat d'Algérie du contre-la-montre
  - 3e du championnat d'Algérie sur route

### Classements mondiaux
| Année           | 2016 | 2017 | 2018 |
| --------------- | ---- | ---- | ---- |
| UCI Africa Tour | 110e |      | 23e  |